# Cilla Black
Cilla Black, nome d'arte di Priscilla Maria Veronica White (Liverpool, 27 maggio 1943 – Marbella, 1º agosto 2015), è stata una cantante, attrice e presentatrice televisiva britannica, nota negli anni sessanta per la sua vicinanza al gruppo musicale The Beatles e al Merseysound, il genere musicale nato nella città britannica in riva al fiume Mersey.
Assieme a Dusty Springfield è considerata una delle maggiori artiste del cosiddetto British Pop. È stata anche un personaggio televisivo ed è apparsa come attrice negli anni settanta in diverse situation comedy.

## Biografia

### Origini e carriera musicale
Figlia di uno scaricatore del porto di Liverpool, iniziò a cantare quando era ancora molto giovane incoraggiata dai genitori.
Lavorò dapprima come segretaria presso una società di telefonia, e nel contempo trovò il tempo per esibirsi come cantante assieme ad alcuni fra i più prestigiosi gruppi di Liverpool; esordì all'Iron Door cantando con Rory Storm and the Hurricanes, in altri locali affiancò i Big Three e Kingsize Taylor and the Dominoes, facendosi notare e comparendo nel 1961 in un articolo pubblicato su Mersey Beat dove veniva definita una promessa della musica pop.
Appassionata dei gruppi locali, trovò un posto da guardarobiera al Cavern Club di Liverpool, il locale in cui i Beatles, ancora al loro esordio, si esibivano regolarmente. Dall'amicizia nata con John Lennon, Cilla Black trasse beneficio: fece un provino col tecnico degli Abbey Road Studios Stuart Eltham, che in seguito avrebbe lavorato con lei in tandem, poi avvicendato da Geoff Emerick, ed entrò nella scuderia di Brian Epstein che divenne il suo manager.
Il successo giunse nel 1964 con un brano composto da Burt Bacharach e Hal David, Anyone Who Had a Heart. Da allora incise altre canzoni divenute poi celebri in tutto il mondo, da You're My World ad Alfie (dalla colonna sonora del film omonimo del 1966 Alfie, interpretato da Michael Caine e premiato al Festival di Cannes) a Step Inside Love.
Dai tardi anni settanta la sua carriera è andata rallentando, anche se ha continuato a partecipare a spettacoli televisivi e a registrare album discografici che le hanno consentito di mantenere una certa notorietà soprattutto nel Regno Unito, tanto da essere insignita nel 1993 dell'Ordine dell'Impero Britannico.
È stata autrice di due autobiografie: Step Inside (Londra, Dent 1985, ISBN 0-460-04695-0) e What's It All About? (Ebury Press, ISBN 0-09-189036-5).

### Attività di attrice televisiva
Il 15 gennaio 1975, Cilla Black è apparsa nella prima delle sei puntate di mezz'ora di cui si componeva la situation comedy trasmessa dalla rete ITV plc e intitolata Cilla's Comedy Six. La serie era scritta da Ronnie Taylor. A maggio dello stesso anno, la Writer's Guild of Great Britain menzionò la cantante-attrice come Britain's Top Female Comedy Star (migliore interprete femminile di spettacoli commedia).
L'anno successivo, all'Associated Television - ATV furono commissionate sei puntate per un nuovo ciclo seriale che avrebbe avuto una diffusione trisettimanale. Ad agosto, Black tornò così sui set televisivi per le riprese di una commedia intitolata Cilla's World of Comedy e centrata sul tema della sua canzone incisa come singolo di quell'anno, Easy in Your Company.
Inoltre, dal 5 settembre 1998 al 29 settembre 2001, fu la presentatrice di The Moment of Truth, programma britannico trasmesso su ITV.

### Morte
È morta all'età di 72 anni nell'agosto del 2015 nella sua villa di Marbella, a causa di un ictus provocato dal violento colpo alla testa in seguito a una caduta in casa.

### Vita privata
È stata sposata con il cantante britannico Bobby Willis per trent'anni, fino al decesso di quest'ultimo, avvenuto il 23 ottobre 1999. La coppia ebbe tre figli.

## Produttori
Questi i produttori discografici che si sono susseguiti nell'assistenza a Cilla Black in studio di registrazione:
- 1963–73: George Martin
- 1974–77: David Mackay
- 1978: Mike Hurst
- 1980: Bruce Welch
- 1985: David Mackay
- 1990: Rod Edwards
- 1993: Charlie Skarbek
- 2003: Ted Carfrae

## Discografia

### Album

#### Album studio
- 1965 - Cilla
- 1965 - Is It Love?
- 1966 - Cilla Sings a Rainbow
- 1968 - Sher-oo!
- 1969 - Surround Yourself with Cilla
- 1970 - Sweet Inspiration
- 1971 - Images
- 1973 - Day by Day with Cilla
- 1974 - In My Life
- 1976 - It Makes Me Feel Good
- 1978 - Modern Priscilla
- 1980 - Especially for You
- 1985 - Surprisingly Cilla
- 1993 - Through the Years
- 2003 - Beginnings: Greatest Hits & New Songs
- 2009 - Cilla All Mixed Up

#### Raccolte
- 1968 - The Best of Cilla Black
- 1983 - The Very Best of Cilla Black
- 1993 - Love, Cilla
- 1995 - You're My World – Her Greatest Hits
- 1997 - 1963-1973: The Abbey Road Decade 1963-1973 (3CD)
- 1998 - The 35th Anniversary Collection
- 1999 - The Essential Cilla Black
- 2001 - Cilla Black: The Story
- 2002 - The Best of Cilla Black (Special Edition)
- 2003 - Cilla: The Best of 1963-78 (3CD)
- 2005 - Cilla in the 60s
- 2005 - Cilla in the 70s
- 2009 - The Definitive Collection (A Life in Music) (2CD + DVD)
- 2012 - Completely Cilla: 1963-1973 (5CD + DVD)
- 2013 - The Very Best of Cilla Black (50th Anniversary Collection) (CD + DVD)
- 2015 - Hit Singles
- 2017 - Her All-Time Greatest Hits
- 2018 - Cilla (with the Royal Philharmonic Orchestra)

### Singoli
- 1963 - Love of the Loved (UK #35)
- 1964 - Anyone Who Had a Heart (UK #1)
- 1964 - You're My World (UK #1)
- 1964 - It's for You (UK #7)
- 1965 - You've Lost That Lovin' Feelin' (UK #2)
- 1965 - I've Been Wrong Before (UK #17)
- 1966 - Love's Just a Broken Heart (UK #5)
- 1966 - Alfie (UK #9)
- 1966 - Don't Answer Me (UK #6)
- 1966 - A Fool Am I (UK #13)
- 1967 - What Good Am I? (UK #24)
- 1967 - I Only Live to Love You (UK #26)
- 1968 - Step Inside Love (UK #8)
- 1968 - Where Is Tomorrow (UK #39)
- 1969 - Surround Yourself with Sorrow (UK #3)
- 1969 - Conversations (UK #7)
- 1969 - If I Thought You'd Ever Change Your Mind (UK #20)
- 1971 - Something Tells Me (Something's Gonna Happen Tonight) (UK #3)
- 1974 - Baby We Can't Go Wrong (UK #36)
- 1974 - I'll Have to Say I Love You in a Song (UK #51)
- 1985 - There's a Need in Me
- 1985 - Surprise, Surprise
- 1993 - Through the Years (UK #54)
- 1993 - Heart and Soul (con Dusty Springfield) (UK #75)
- 1993 - You'll Never Walk Alone (con Barry Manilow)
- 2020 - Have I Told You Lately (The Remixes)
- 2020 - You're Sensational (The Matt Pop Remixes)